# Connerré
Connerré település Franciaországban, Sarthe megyében. Lakosainak száma 2838 fő (2022. január 1.). Connerré Beillé, Soulitré, Thorigné-sur-Dué, La Chapelle-Saint-Rémy, Duneau, Lombron, Nuillé-le-Jalais és Montfort-le-Gesnois községekkel határos.

## Népesség
A település népességének változása:
| Lakosok száma | 2875 | 2898 | 2953 | 2902 | 2916 | 2952 | 2953 | 2895 | 2838 |
|               | 2013 | 2015 | 2016 | 2017 | 2018 | 2019 | 2020 | 2021 | 2022 |